# Palmhuset, Göteborg

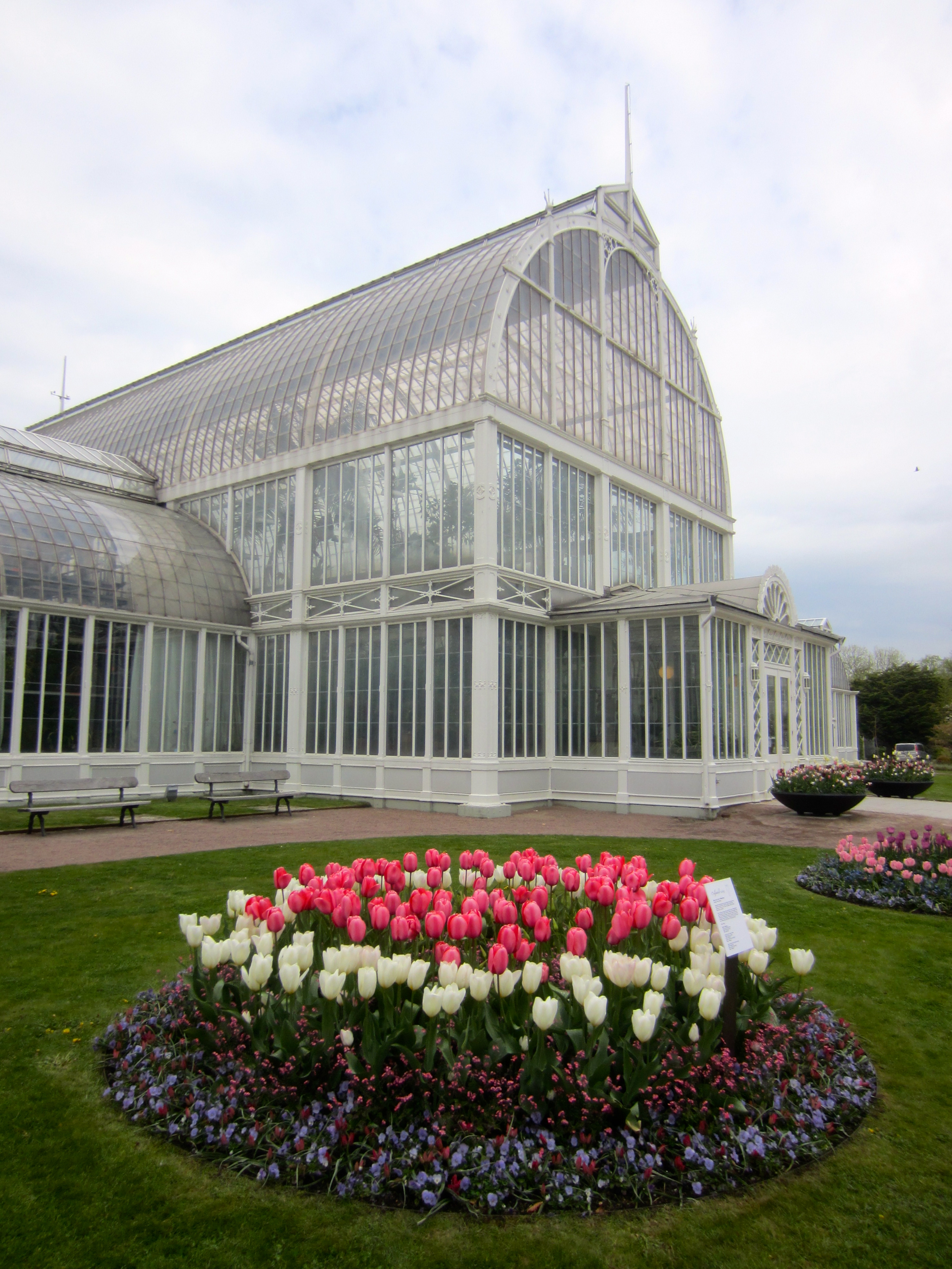
Palmhuset är ett byggnadsminne i Göteborg.

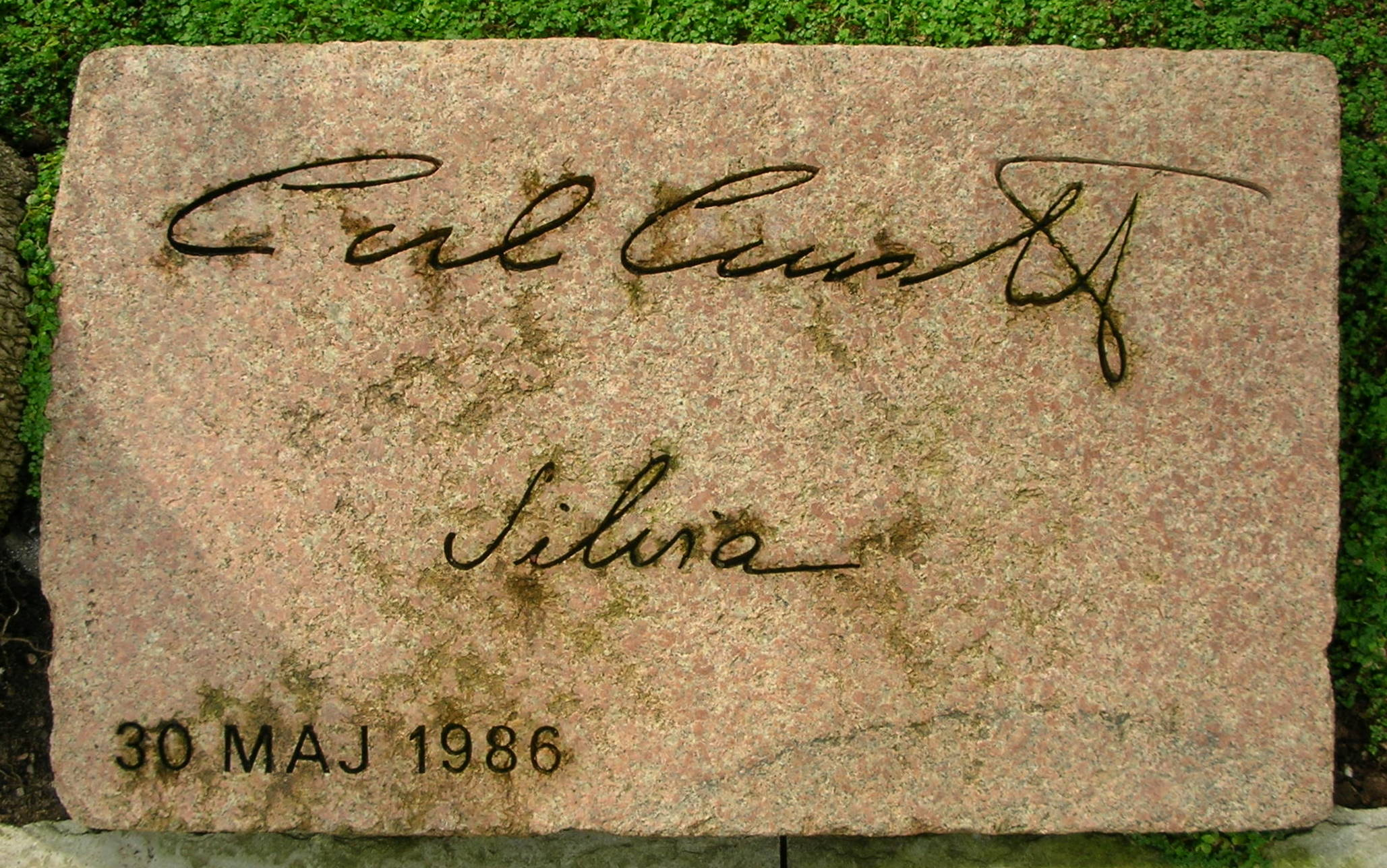
Palmhuset besöktes av kung Carl XVI Gustaf och drottning Silvia den 30 maj 1986. Denna sten finns i Palmhusets mittsektion, invid entrén.

Palmhuset är ett stort växthus byggt i gjutjärn och glas i Trädgårdsföreningen i Göteborg. Det uppfördes 1878 med Kristallpalatset i Hyde Park i London som förebild. Palmhuset har en yta på nästan 1 000 kvadratmeter.
I Palmhusets mellersta del, som har den högsta takhöjden, finns ett trettiotal olika växter – bland annat de palmer (Arecaceae) som gett byggnaden dess namn. Ibland anordnas utställningar i denna del. På var sida om mittsektionen finns två andra rum, Tropikhuset och Vattenhuset i öster samt Medelhavshuset och Kameliahuset i väster. 
Palmhuset förklarades som byggnadsminne den 5 februari 1976. Göteborgs Trädgårdsförenings park som helhet blev byggnadsminne den 2 juni 1992. Fastighetsbeteckningen är Heden 705:11.

## Historia
Georg Löwegren, Trädgårdsföreningens dåvarande direktör, ville anlägga ett stort växthus i parken. Trots de höga kostnaderna beslöt man att uppföra Palmhuset, med det berömda Kristallpalatset i London som förebild. Palmhuset beställdes i Skottland. Byggnaden ritades av Alexander Shanks & Son i Arbroath. Kostnaden blev 165 000 kronor, och bygget finansierades med obligationslån från allmänheten. Palmhuset färdigställdes på hösten 1878. Det kallades då för den Nya vinterträdgården. Trots den höga entréavgiften blev det mycket populärt hos göteborgarna.
Åren 1980-85 restaurerades Palmhuset i sin helhet, efter att stora sättningar i grunden konstaterats och orsakat skador på husets gjutjärnsstomme. Huset behövde även ny grundläggning, nya bärande pelare och huvudbågar samt nya horisontella balkar. Kostnaden för arbetet uppgick till cirka 17 miljoner kronor, där Riksantikvarieämbetet stod för en tredjedel.

## Allmän beskrivning
Palmhuset består av fem byggnadskroppar som bildar en symmetrisk helhet. Delarna ligger vinkelrätt mot varandra. Mittdelen skjuter fram sin gavel och dominerar genom sin väldiga volym. Samma tema går igen i de yttersta flyglarna som visar sina gavlar men i underordnad skala. Vinkelrätt och som förbindelselänk mellan dessa delar går sidoskeppen som har långsidorna utåt. De är något högre än flyglarna, men betydligt mindre än mittskeppet. Samtliga fem byggnadskroppar kröns av en lanternin utmed hela taklängden. Hela växthuset upptar en yta på cirka 925 kvm och mittskeppet är 14,5 meter som högst. När Palmhuset stod färdigt 1878 fanns inte det lilla entréhuset på mittskeppets framsida. Det byggdes till först 1890.

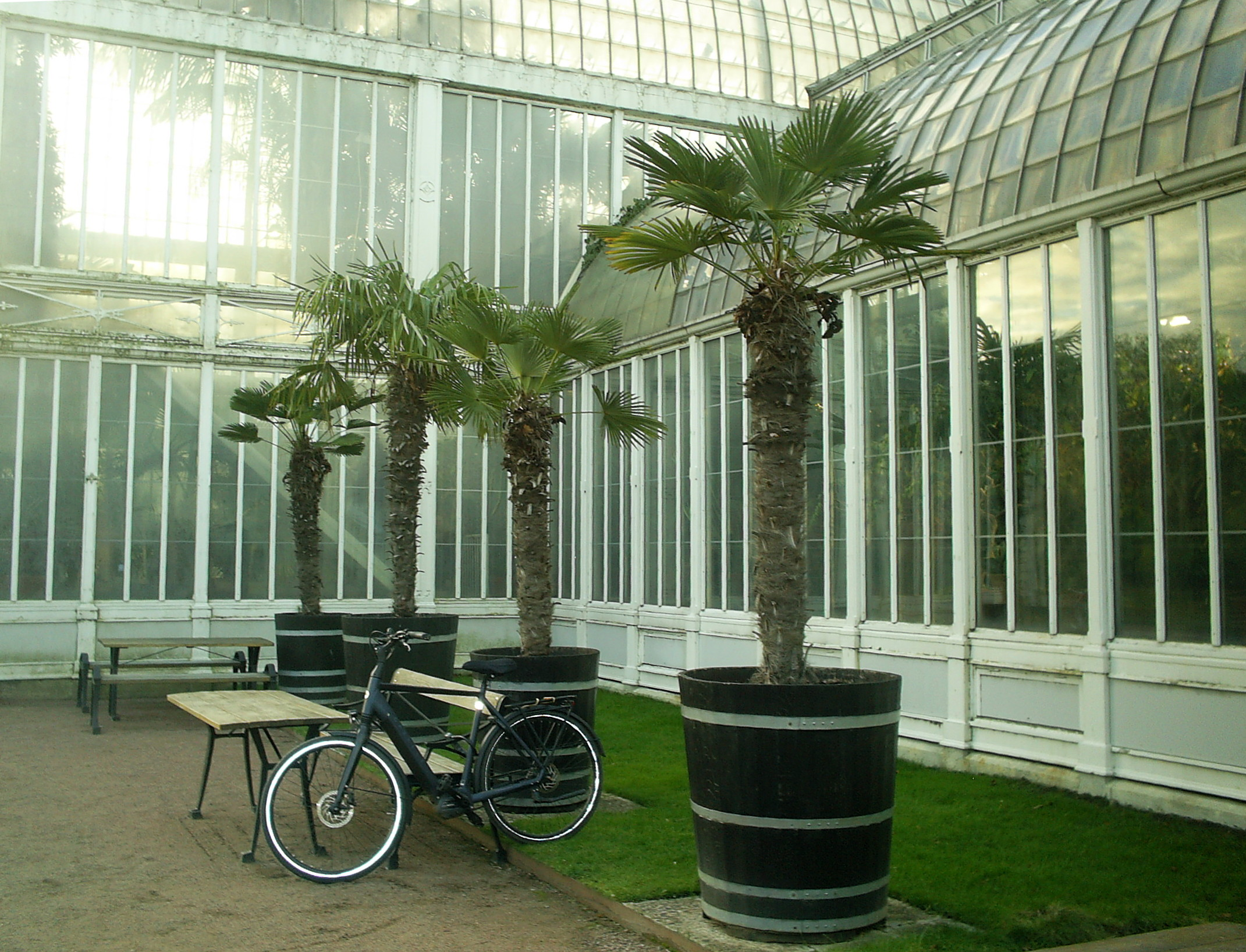
Palmer i kruka, utställda för sommaren.

Palmhusets huvudmaterial är gjutjärn och glas. Vissa balkar var dock gjorda av trä, speciell Kanadafur, som skulle vara motståndskraftig mot fukt. Gjutjärnspelarna vilade direkt på en granitsockel. I sidoskeppen och flyglarna uppbärs takkonstruktionen av pelare som står direkt under lanterninen. I det stora mittskeppet är det däremot fria rymder. Hela takkonstruktionen och lanterninen bärs av bågformiga balkar, vars krafter tas upp i pelarna runt byggnaden.
De halvcirkelrunda taken bestod av bågformiga takspröjsar av gjutjärn. Glasrutorna vilade på plana avsatser gjutna i takspröjsarna. I de lodräta fönsterpartierna fanns det träspröjsar mellan gjutjärnspelarna.
Gjutjärnspelarna är dekorativt utformade med kapitäl och bas. Övriga gjutjärnsdetaljer som fönsterbord och balkongräcke är skirt sirliga i formen. Det palmhus som fanns att beskåda 1878 hade betydligt mer av estetiska element än vad som finns idag. Flyglarnas gavlar var prydda med grekiska vaser och alla lanterniner avslutades med ett mönstergjutet järnräcke. På sidoskeppens söderfasader fanns också överst på fönstren ett dekorativt gallerverk.
Hela Palmhuset var ursprungligen målat i en pärlvit färg.

## Sektioner
Palmhuset består av olika avskilda sektioner, som var och en har sitt eget klimat.

### Tropikhuset
I Tropikhuset förevisas olika tropiska fruktträd och kryddor.

### Vattenhuset
Vattenhuset domineras av en bassäng med väldiga jättenäckrosor (Victoria), vars blad kan ha en diameter på över en meter. Dessutom finns olika epifyter, bland annat spansk mossa (Tillandsia usneoides).

### Medelhavshuset
I Medelhavshuset finns växter från Medelhavsregionen.

### Kameliahuset
I Kameliahuset finns kamelior (Camellia). Bland andra växter kan nämnas Arons skägg (Saxifraga stolonifera).

## Interiörsbilder

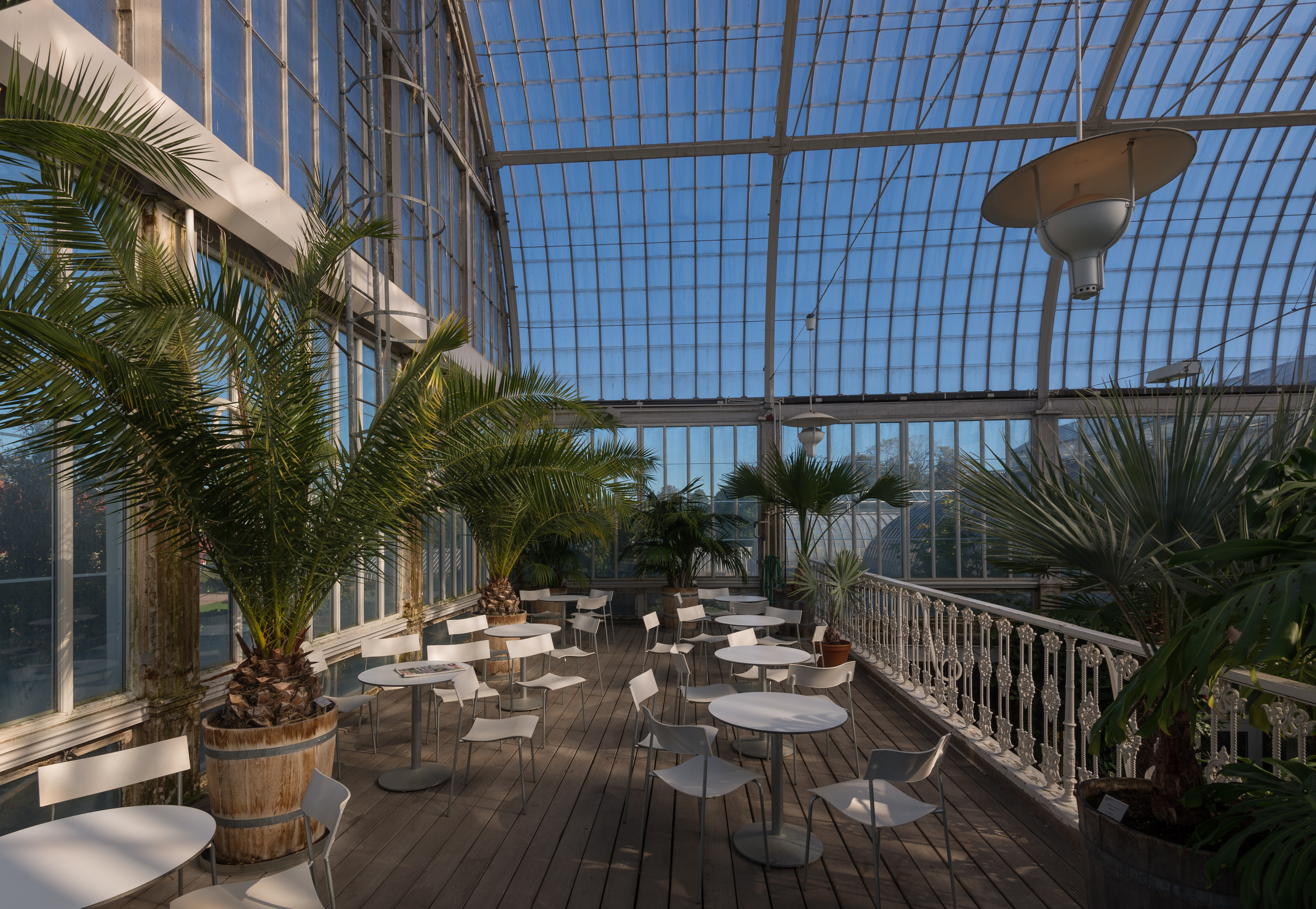
Terrass i huset.
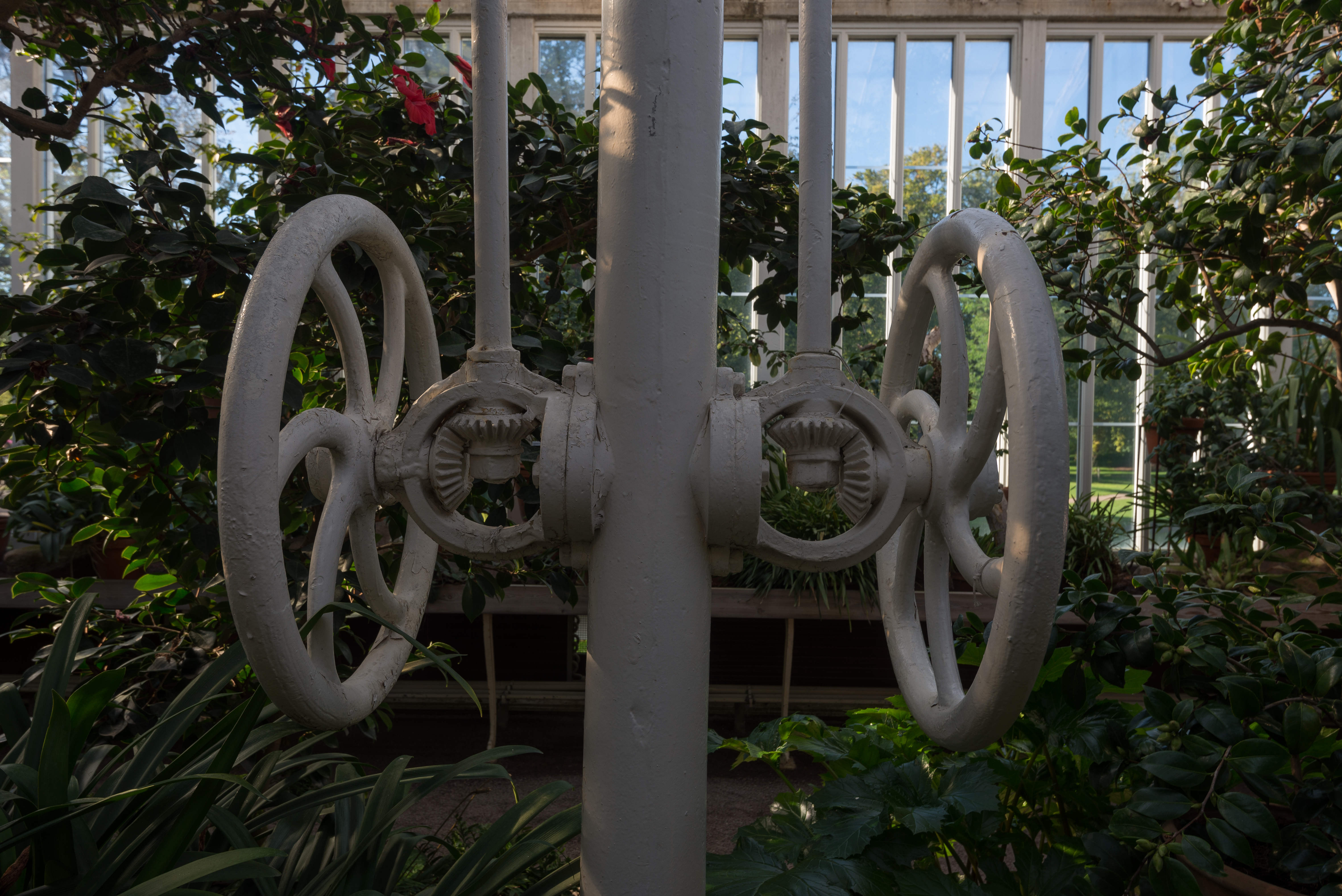
Detalj av bevattningssystemet..
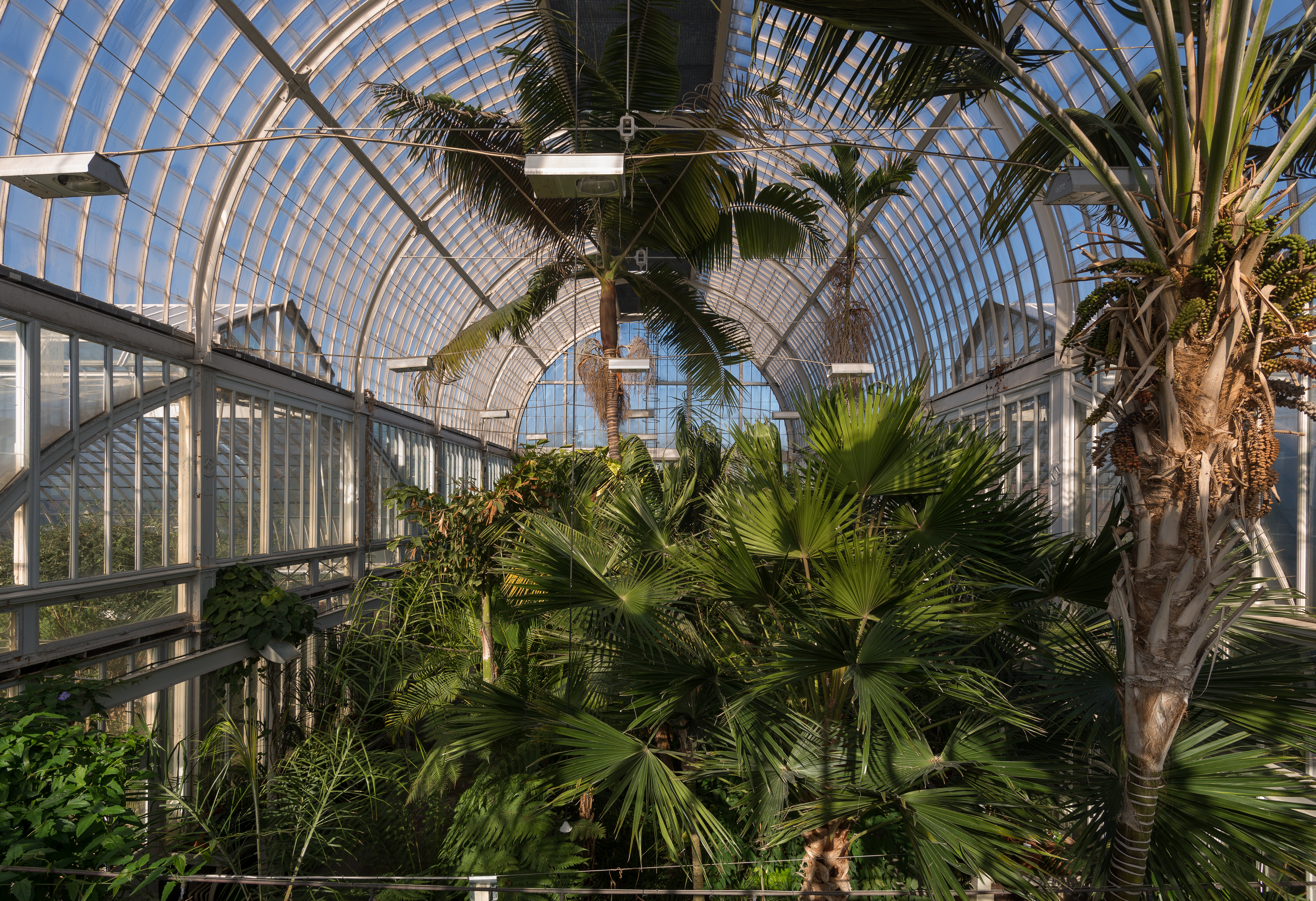
Tropikhuset.
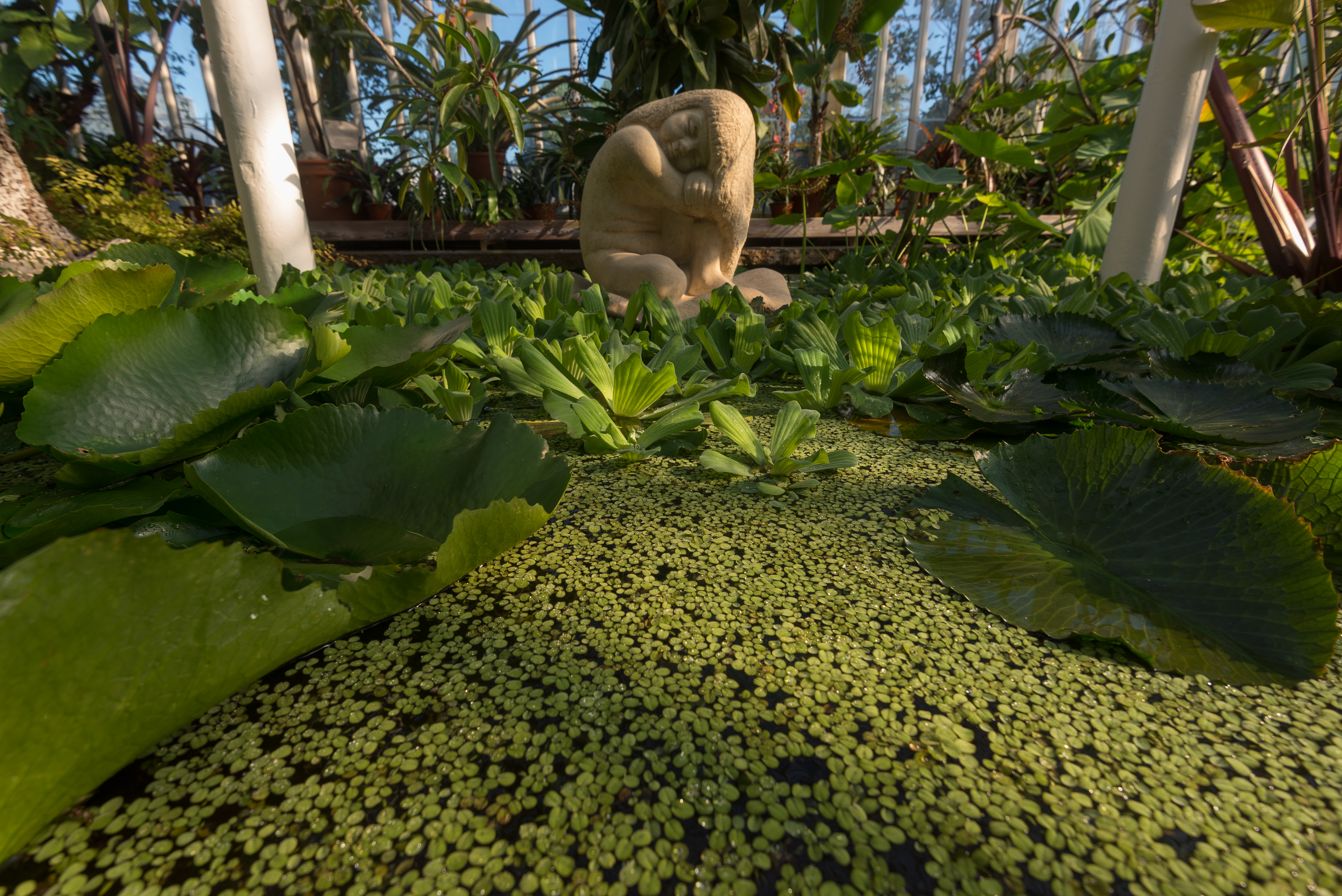
Vattenhuset.